# Tá điền

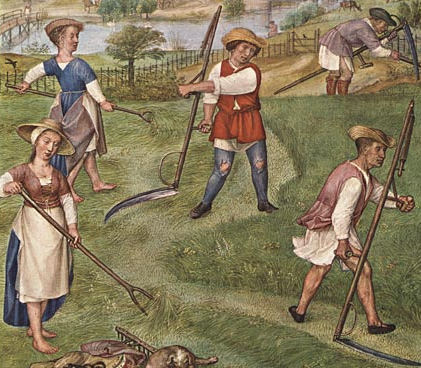
Hình vẽ những tá điền đang canh tác

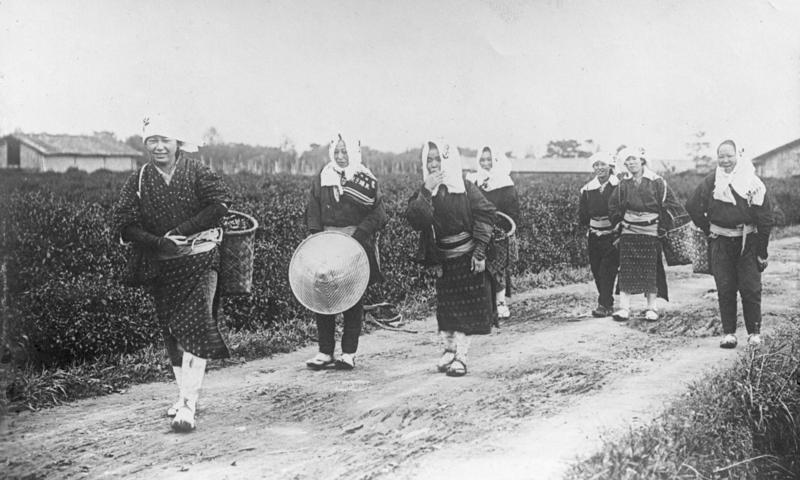
Tá điền vườn trà tại Trung Quốc năm 1932

Tá điền là những người nông dân lao động trong lĩnh vực nông nghiệp và hoạt động chính là canh tác ruộng đất. Đây là những nông dân không có đất riêng, phải canh tác trên những ruộng đất thuộc sở hữu của người khác (của địa chủ hoặc điền chủ), những ruộng đất thuộc sở hữu hoặc thuê bởi một quý tộc hoặc những người có tài sản. Tá điền tuy về mặt pháp lý là thân phận tự do nhưng thực tế đã bị ràng buộc với ruộng đất và không thể thay đổi nghề nghiệp hoặc di chuyển chỗ ở của họ, trừ khi họ đã trở thành một tiểu điền chủ
Theo luận thuyết tranh đấu giai cấp chủ nghĩa Mác-Lênin thì: Tá điền là một bộ phận của giai cấp nông dân không có ruộng đất phải làm ruộng thuê, nộp tô cho địa chủ. Thuật ngữ tá điền có liên hệ mật thiết với địa chủ. Khi Đảng Cộng sản Việt Nam mới ra đời và hoạt động, họ đã có cương lĩnh để tranh thủ sự ủng hộ của tầng lớp tá điền này để góp phần làm nên cuộc Cách mạng tháng Tám. Sau đó ở Việt Nam đã thực hiện nhiều cuộc cải cách ruộng đất với nội dung là lấy ruộng đất của địa chủ san sẽ lại cho tá điền. Dưới thời Việt Nam Cộng hòa cũng có những cải cách điền địa liên quan trực tiếp đến cuộc sống của Tá điền.

## Hình tượng
Ngày nay thuật ngữ "Tá điền" đôi khi được dùng để chỉ những người làm việc không biết mệt mỏi. Đôi khi dùng một cách hình tượng ví von về những người chồng có khả năng quan hệ tình dục mạnh với vợ của anh ta. Cầu thủ bóng đá Houssine Kharja cũng được mệnh danh là "gã tá điền hào hoa"